# Татяна Косинцева
Татяна Косинцева е руска шахматистка, гросмайстор (2009).

## Шахматна кариера
През 2004 година, когато е на възраст 18 години, става шампионка на Русия. Тя спечелва състезанието в Казан с резултат 8,5 точки от 11 възможни, оставяйки зад себе си Александра Костенюк (2 м., 8 точки от 11 възможни) и сестра си Надежда Косинцева (3 м., 6,5 точки от 11 възможни).
Косинцева е двукратна европейска шампионка за жени. През 2007 година спечелва първенството в Дрезден, осигурявайки си титлата кръг преди края на състезанието. През март 2009 година отново става европейска шампионка за жени, след като побеждава в тайбрек за първото място Лилит Мкъртчан.
През май 2010 година спечелва турнира от „Гран при“ серията на ФИДЕ за жени в Налчик с резултат 9 точки от 11 възможни. През декември участва на световното първенство за жени в Турция, където е отстранена във втория кръг от Йелена Дембо.